# Japan Weekend Valencia
El Japan Weekend, abans Saló del Manga de València és una fira semestral oberta al públic otaku i dedicada al cosplay, el manga, l'anime i tot allò relacionat amb la cultura japonesa i l'entreteniment en general: arts marcials, ball del Para-Para, cinema, còmics, gastronomia, karaoke, quimonos, videojocs, etc. El Saló té lloc en maig i novembre durant dos dies de cap de setmana a la Fira Mostrari Internacional de València, de titularitat pública, però l'organitza l'empresa privada Jointo, la qual celebra altres fires amb el nom de Japan Weekend a Barcelona, Bilbao, Madrid i Granada.
Abans, l'any 2006 havia tingut lloc una altra convenció a la Ciutat de les Arts i les Ciències anomenada Otaku Expression, amb més de deu mil assistents; les dues primeres edicions del Saló del Manga es feren al Heineken Greenspace del Port de València.
Per a la primera edició, al llarg de la setmana es feren activitats promocionals de l'esdeveniment a l'Estació del Nord de València. El primer Saló comptà amb vint expositors comercials distribuïts per dos mil metres quadrats. En aquella ocasió ja varen guanyar protagonisme els cosplayers i els concursos de karaoke i de videojocs. Des de la tercera edició es fa a Fira de València. Per a la tretzena edició (maig de 2015), l'espai del Saló passà de dos mil cinc-cents a nou mil cinc-cents metres quadrats, amb files de dos hores per a accedir al recinte.
En la catorzena edició (novembre de 2014), dissabte 21 se celebrà El dia de la Bola de Drac valenciana amb la projecció i l'eixida a la venda de l'edició estesa de la pel·lícula La batalla dels déus en Blu-ray i DVD —la qual inclou una pista d'àudio amb un doblatge al valencià sufragat per micromecenatge—, una taula redona i sessió de firmes amb els seiyū valencians Mari Carme Giner, Júlia Sorlí, Enric Puig i Sergio Capelo i el visionat del com-s'ha-fet Demana un desig.
En la dessetena (maig de 2016), a més del dissenyador Mamoru Yokota (Death Note, Naruto Shippuden) també participaren l'il·lustrador de Duel Masters Hippo, l'actriu de doblatge valenciana Júlia Sorlí i hi hagué dos activitats extraordinàries: un concert de música de la saga de videojocs The Legend of Zelda i l'espai Retro Weekend per a jugar amb consoles de videojocs antics. Des de 2018 es coneix com Japan Weekend. En novembre de 2019 i 2020 no es va celebrar per la les restriccions provocades per la Pandèmia de COVID-19.

## Edicions
| A.   | Ed.   | dies                | €    | Autors convidats                    | Cosplayers convidats                         |
| ---- | ----- | ------------------- | ---- | ----------------------------------- | -------------------------------------------- |
| 2008 | I     | 17 i 18 de maig     | 3,5  | Maria Ferrer                        | [ 11 ]                                       |
| 2008 | II    | 22 i 23 de novembre | 4,5  |                                     | [ 12 ]                                       |
| 2009 | III   | 28 i 29 de març     |      |                                     |                                              |
| 2009 | IV    | 3 i 4 d'octubre     | 5    | Jesulink, Eduardo de paz            | Jia Crens, Kyle                              |
| 2014 | XIV   | 22 i 23 de novembre | 8/14 |                                     | [ 13 ]                                       |
| 2015 | XV    | 16 i 17 de maig     |      |                                     | [ 14 ]                                       |
| 2015 | XVI   | 21 i 22 de novembre |      |                                     | [ 15 ]                                       |
| 2016 | XVII  | 15 i 16 de maig     | 8    | Mamoru Yokota                       | Giada Robin, Illisia                         |
| 2016 | XVIII | 26 i 27 de novembre | 8/20 | Shigeto Koyama                      | Misa Chiang, Elle Cosplay, Starbit           |
| 2017 | XIX   | 13 i 14 de maig     |      |                                     |                                              |
| 2017 | XX    | 25 i 26 de novembre |      |                                     | Deadlift Lolita                              |
| 2018 | XXI   | 19 i 20 de maig     |      | Junko Iwao, Ryu Kawamura, Yu Manabe |                                              |
| 2018 | XXII  | 25 i 26 de novembre |      |                                     |                                              |
| 2019 | XXIII | 18 i 19 de maig     |      |                                     | Tenkou                                       |
| 2021 |       | 10 i 11 de juliol   |      |                                     |                                              |
| 2021 |       | 27 i 28 de novembre |      |                                     |                                              |
| 2022 |       | 7 i 8 de maig       |      |                                     |                                              |
| 2022 |       | 26 i 27 de novembre |      |                                     | Ariel Van De Kamp, Nekolii, Rose in a Corpse |
| 2023 |       | 6 i 7 de maig       |      |                                     |                                              |